# Allmänna Idrottsklubben
Allmänna Idrottsklubben (en español: «Club Deportivo Público»), generalmente conocido como AIK, es un club polideportivo profesional de Estocolmo, Suecia. Fundado en 1891, en la dirección del centro de Biblioteksgatan 8 en el distrito de Norrmalm, el club es el más grande de Escandinavia. Los logros del club incluyen títulos de campeonatos suecos en una serie de deportes: fútbol, hockey sobre hielo, bandy, balonmano, floorball, bolos, bádminton, atletismo y muchos otros deportes, así como campeonatos de Wimbledon y Abierto de Francia en tenis (a través de Sven Davidson, Lennart Bergelin y Ulf Schmidt).

## Departamentos activos
| - AIK Fotboll - departamento de fútbol masculino - AIK Fotboll Damer - departamento de fútbol femenino - AIK IF - departamento de hockey sobre hielo - AIK Innebandy - departamento de floorball - AIK Bandy - departamento de bandy | - AIK Handboll - departamento de balonmano - AIK Bowling - departamento de bolos - AIK Golf - departamento de golf - AIK Boule - departamento de deportes de bolas |